# Phyllodytes gyrinaethes
Espèce
Statut de conservation UICN

 DD  : Données insuffisantes
Phyllodytes gyrinaethes est une espèce d'amphibiens de la famille des Hylidae.

## Répartition
Cette espèce est endémique du Brésil. Elle se rencontre jusqu'à 650 m d'altitude à Murici en Alagoas et à Jaqueira au Pernambouc.

## Publication originale
- Peixoto, Caramaschi & Freire, 2003 : Two new species of Phyllodytes (Anura: Hylidae) from the state of Alagoas, northeastern Brazil. Herpetologica, vol. 59, no 2, p. 235-246 (texte intégral).